# 全燃交替动力方式

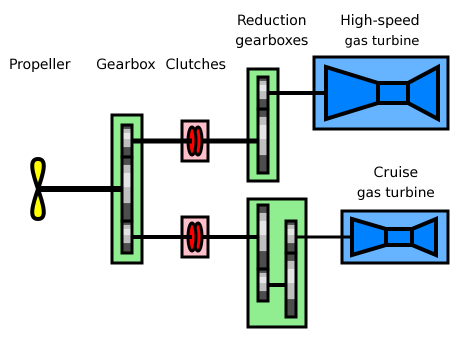
全燃交替推进系统原理

全燃交替动力方式（英語： 简称：）是一种船舶推进系统，使用两台不同功率的燃气轮机分别为一根螺旋槳传动轴提供动力。
正常情况下使用低功率燃气轮机负责巡航，高速行驶时则切换到高功率燃气轮机。燃气轮机的燃油效率一般是在最大功率下达到最高值，所以如果舰艇由单台燃气轮机推动，在低速和巡航速度下，其输出功率自然低于最大功率，效率较低。 因此，安装多台燃气轮机发动机，低速和巡航时使用输出功率最低的燃气轮机发动机，高速时则切换至输出功率最高的发动机，可以让发动机各工况下以最大功率运行，从而提高燃油效率，实现高巡航里程和加速、提速性能两不误。
类似的系统还有全燃聯合動力方式，它采用多台燃气轮机，在低速和巡航时使用一台发动机，高速时则使用全部发动机，以提高效率。 相比之下，全燃交替的缺点是高速发动机在低速时闲置浪费，巡航发动机在高速时闲置浪费。 另一方面，全燃交替只使用其中一台发动机，其结构上的优势令变速箱设计比全燃联合更容易。 此外，燃气轮机是一种轻量化的发动机，这意味着不会有明显的重量浪费，也不会有显著安装空间的要求。 一般情况下，每根输出轴会安装一台巡航发动机和一台高速发动机。
英国皇家海军21型护卫舰是世界上第一艘仅采用燃气轮机推进的战舰，其采用了劳斯莱斯奥林巴斯TM3B和劳斯莱斯泰恩RM1C发动机的全燃交替组合。类似的全然交替机组后来被广泛采用，成为西方国家海军水面舰艇的主要发动机之一。

## 应用实例
- 易洛魁級驅逐艦，1972年
- 21型巡防舰，1974年
- 42型驅逐艦，1975年
- 特朗普級巡防艦，1975年
- 寇騰納爾級巡防艦，1978年
- 22型巡防舰批次1&2，1979年
- 初雪級驅逐艦，1982年
- 光榮級巡洋艦，1982年
- 布朗海軍上將級驅逐艦，1983年
- 海姆斯克级护卫舰（英语：Jacob van Heemskerck-class frigate），1986年